# Krogh (cràter)

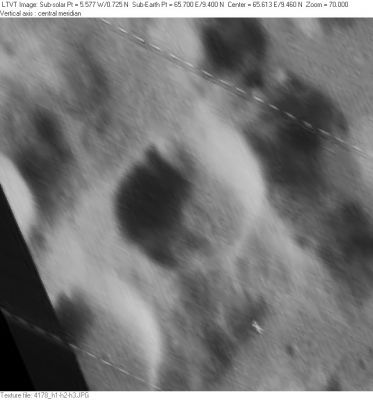
Fotografia de la missió Lunar Orbiter 4

Krogh és un petit cràter d'impacte que es troba en la part oriental de la Lluna, al sud-est del cràter Auzout. Aquest cràter va ser designat prèviament Auzout B abans de rebre el seu nom actual per decisió de la UAI.

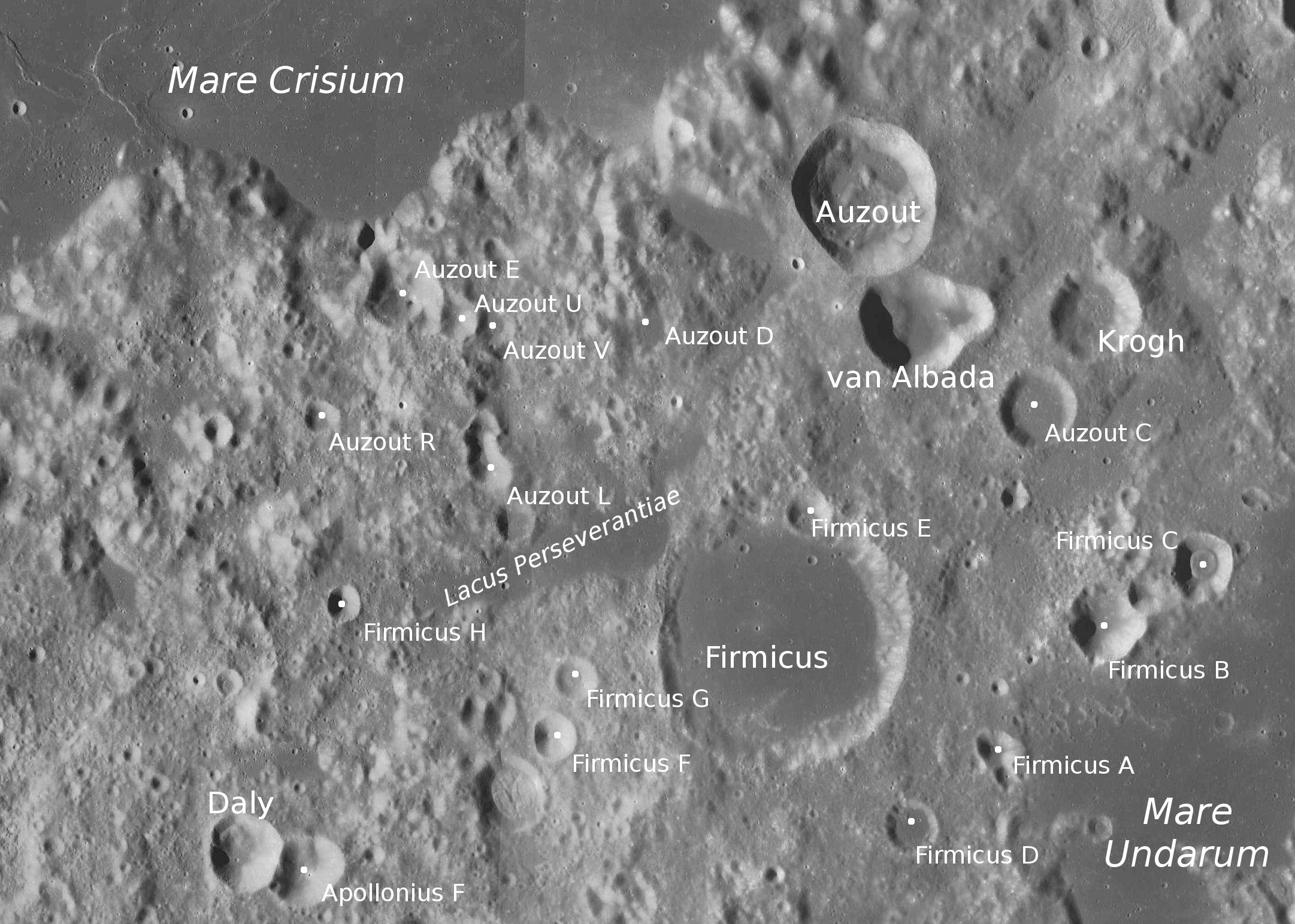
Localització de Krogh (quadrant superior dret de la imatge). Fotografia de la missió LRO

El cràter és més o menys circular i amb forma de bol, amb una paret interior que és més ampla en el nord que en el sud. És un cràter fàcilment recognoscible.